# Strong Enough
Strong Enough är en låt av den amerikanska artisten Cher från hennes tjugoandra studioalbum Believe (1998). Låten släpptes som den andra singeln från albumet. Den släpptes den 19 februari 1999 av Warner Bros och WEA. Låtens komposition och musikstil påminner starkt om discomusik från 1970-talet. Låten fick positiva recensioner från musikkritiker och många kallade den en höjdpunkt på albumet. Låten hade mindre framgång på US Billboard Hot 100, där den som högst placerades på plats femtiosju, dock toppade den US Hot Dance Club Play-listorna. Den blev också nummer ett i Ungern och nådde topp tio i Österrike, Belgien, Finland, Frankrike, Tyskland, Island, Italien, Nya Zeeland, Skottland, Spanien, Schweiz och Storbritannien.